# Тупое преступление Картмана 2000
Тупое преступление Картмана 2000 (англ. Cartman's Silly Hate Crime 2000), иногда используется укороченное название Тупое преступление Картмана — эпизод 401 (№ 50) сериала «Южный Парк», премьера которого состоялась 12 апреля 2000 года. Это один из четырёх эпизодов, в названии которых содержится число «2000». На официальном сайте сериала это объясняют так: «Когда наступил 2000 год, все стали в названиях своих выпусков и телешоу прибавлять число „2000“. Америка была одержима числом 2000, и Трей Паркер решил таким образом подшутить над чрезмерным использованием этого числа». Несмотря на то, что это был первый эпизод с приставкой «2000», фактически эпизод стал вторым, вышедшим в 2000 году (ранее вышел «Всемирный флейтовый концерт», заключительный эпизод третьего сезона).

## Сюжет
Стэн, Кенни, Кайл и Картман участвуют в гонках на санках, и их команда выигрывает (все понимают, что вес Картмана помогает их санкам быстрее набирать скорость). Когда Токен напоминает всем о «жирной заднице» Эрика, Картман приходит в ярость и клянётся швырнуть камнем ему в голову, если тот снова назовёт его жирным. Кайл вскоре называет Картмана «жиртрестом», но тот, ошибочно полагая, что это сказал Токен, кидает в последнего камнем. К несчастью, Токен является единственным чернокожим ребёнком в школе Саут-Парка, поэтому в дело вмешиваются федеральные агенты, которые обвиняют Картмана в преступлении на почве расовой ненависти. На суде Эрика приговаривают к тюремному заключению в колонии для несовершеннолетних, не обращая внимания на тот факт, что он ударил Токена за оскорбление в свой адрес, а не из-за цвета его кожи. Сбежав из зала суда, Картман пытается эмигрировать в Мексику на электромобиле Кенни, но недалеко от границы у автомобиля кончается заряд батарей, и полиция задерживает Эрика.
В тюрьме Картмана сажают в одну камеру с Топтыжкой, подростком-рецидивистом, который обещает помочь Картману с побегом, если тот достанет ему сигарет. Кайл и Стэн передают ему сигареты, которые Эрик проносит мимо охраны, засунув их себе в задний проход. К несчастью, из-за привычки всегда смывать за собой Картман смывает сигареты в унитаз. Тогда Топтыга требует добыть ему настольную игру «Крестики-нолики», которую Картману также приходится пронести в заднице. Получив требуемое, Топтыга говорит, что он солгал и сбежать из тюрьмы невозможно. Картман начинает горько рыдать, и Топтыжка, сжалившись, решает ему помочь.
Тем временем, девочки (под предводительством Лиззи) бросают вызов мальчикам в гонках на санках. Стэн, Кайл и Кенни делают с девочками пробный спуск с горы Фила Коллинза и, проиграв, понимают, что без толстого Картмана у них нет шансов. Ребята решают вызволить Картмана из тюрьмы и идут к Токену, чтобы убедить его снять обвинения. Тот ничего не имеет против, и мальчики при помощи отца Токена готовят презентацию для губернатора. На презентации мальчики объясняют, что выделение преступлений на почве ненависти является чудовищным лицемерием, потому что все преступления в той или иной мере совершаются из-за ненависти, и что более суровое наказание за преступление по отношению к какой-либо группе людей только выделяет эту группу как особенную. Губернатор говорит, что это наиболее убедительная презентация, которую он видел за последние 3 года, и соглашается оправдать Картмана.
В это время Топтыжка помогает Картману сбежать из тюрьмы, но охранники вскоре их догоняют. Картману сообщают, что губернатор его оправдал, и он спешит на начинающиеся гонки на санках. Во время гонки санки девочек сходят с трассы (из-за того, что Картман бросил в них подарок Топтыжки), и Лиззи уносит медведь. Картман объявляет, что будет больше ценить друзей, и секундой позже кидает камнем в радостного Пипа, сказавшего, что у Эрика жирная задница. В конце эпизода Картман приходит с визитом в камеру к Топтыжке, пронеся в своей заднице аттракционы Диснейленда в качестве подарка. Так он исполняет заветное желание Топтыжки посетить Диснейленд.

## Смерть Кенни
Тестируя новые методы для победы в гонке без Картмана, ребята пробуют нарядить в одежду стопку кирпичей и ставят её на санки. Кенни, Стэн и Кайл начинают спуск, но санки едут слишком быстро и начинают вращаться. Стэн и Кайл успевают спрыгнуть, а Кенни врезается в дерево, и следом в него влетает стопка кирпичей.

## Пародии
- Сцены в тюрьме пародируют телесериал Тюрьма Оз. Во время сцен в тюрьме играет заглавная музыкальная тема из сериала.
- Имя сокамерника Картмана, Топтыжки (в оригинале, англ. Romper Stomper), отсылает к австралийскому фильму «Romper Stomper» (1992), который был посвящён преступлениям на почве расовой ненависти.
- Когда Топтыжка впервые встречает Картмана, он называет его «новой рыбой». Возможно, это отсылка к фильму «Побег из Шоушенка», где новых заключенных называли «свежей рыбой».
- Одна из татуировок Топтыжки — слеза под левым глазом (которая, кстати, непонятным образом исчезает в нескольких эпизодах). Вероятно это отсылка к фильму «Плакса»
- Попытка Картмана сбежать в Мексику на электромобиле Кенни Go Go Action Bronco отсылает к знаменитой низкоскоростной погоне за О. Джей Симпсоном в Лос-Анджелесе.
- На тюремной форме Картмана написан номер 26354, однако при обращении к нему используется номер 24601; второе число является отсылкой к мюзиклу Les Misérables (Паркер является его поклонником; ссылки на него присутствуют и в полнометражном «Большом, длинном и необрезанном»)[2].